# SOIL Setoda
SOIL SETODA（ソイル セトダ）は、広島県尾道市瀬戸田町にある複合商業施設。
2021年開業。しまなみ海道途中の生口島、その瀬戸田港からしおまち商店街への入口にある。

## 施設
コンセプトは「地域の魅力を体験できる街のリビングルーム」。2つの建物からなり、道路を挟んで北側が築約140年の蔵をリノベーションした地上1階建・延床面積130m2の“KURA”、南側が新築地上2階建・延床面積190m2の“LIVING”になる。
KURA
- Activity Center - 瀬戸田レモンの収穫や漁船での釣り体験・隣の大三島にある大山祇神社参拝など、住民との交流ツアーを紹介している観光案内所。土産物コーナーもある[2][1]。
- Overview Coffee - コーヒーショップ[1]。

LIVING
- 2階 : Soil Stay - 宿泊施設。客室5室で、うちダブル4室・最大4人泊まれる部屋が1室[2][1]。瀬戸田の他の宿泊施設より気軽に泊まれることをコンセプトにしている[3]。
- 1階
  - Living Room - 地域住民や旅行者の憩いの場となるラウンジ。ワークスペースとしても利用されている[2]。
  - Minatoya - 瀬戸田のローカルフードを中心とした薪火料理の食堂[3][2]。

近くにしまなみ海道サイクリングロードがあることから、レンタサイクルも扱っている。

## 沿革

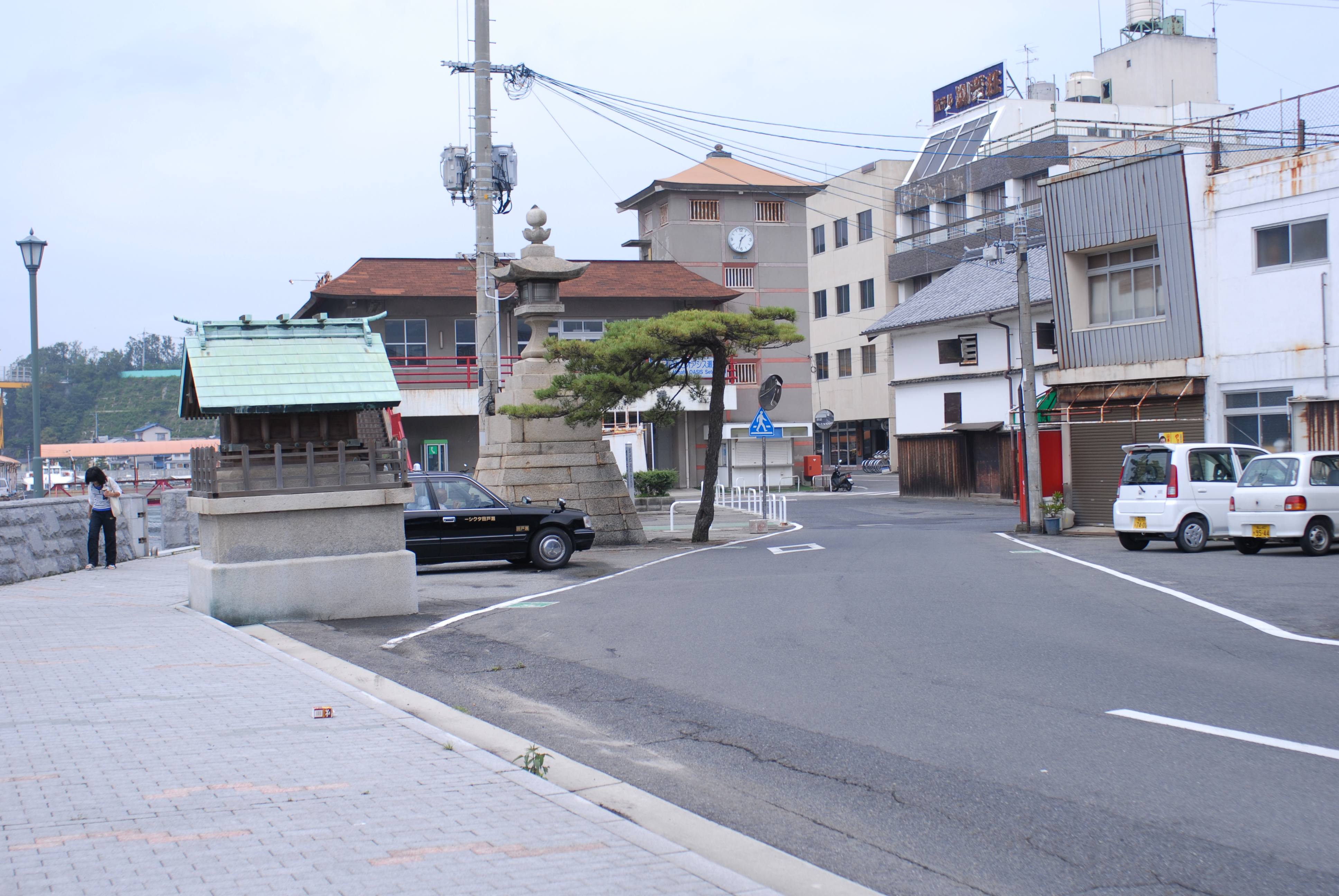
2007年の瀬戸田港周辺。奥に見える蔵が当時歴史民俗資料館で現在SOIL SETODA KURAにリノベーション、右手前の建物が取り壊され新たにSOIL SETODA LIVINGが建てられる。

瀬戸田は、中世から三原を拠点とした小早川氏が支配した外港として瀬戸内海海運拠点として、更に生口島で生産された塩の運搬港として栄えた。その製塩業・海運業で財を成したものに三原屋堀内氏（堀内調右衛門）がおり、その堀内氏が建てた塩蔵が現在のKURAになる。なお堀内氏の本邸が現在のAzumi Setoda、別邸が住之江旅館になる。
その塩蔵はのち瀬戸田町が所有し瀬戸田歴史民俗資料館として、市町村合併に伴い尾道市瀬戸田歴史民俗資料館として利用されたが後に閉鎖された。
堀内氏本邸が宿泊施設Azumi Setodaとして再整備されることが決定し、そのデベロッパーはせとうちDMO・しおまち商店街とともに町の将来に関わることになる。2019年尾道市バックアップのもとでそれらと町民とで商店街の将来像について話し合う「しおまちとワークショップ」が行われ、その中で気軽に入れる飲食店・カフェ・プランディングされた土産物屋・惣菜店など様々な要望が挙がった。それを元に地域経済の活性化を目指した（株）しおまち企画によってSOIL SETODAが整備された。総事業費は非公表で、経済産業省の助成金約1億円を活用している。なおSOIL SETODAには要望の中にある惣菜店は存在せず、のち隣にセレクトショップ「ひ、ふ、み」として開業している。

## 交通
- 車
  - 生口島北ICから約15分
  - 生口島南ICから約10分
- バス
  - 本四バス開発「瀬戸田港」バス停下車
- 船
  - 瀬戸田港下船、徒歩1分